# Asthenodipsas malaccanus
Asthenodipsas malaccanus är en ormart som beskrevs av Peters 1864. Asthenodipsas malaccanus ingår i släktet Asthenodipsas och familjen snokar. IUCN kategoriserar arten globalt som livskraftig. Inga underarter finns listade.
Arten förekommer på södra Malackahalvön, på Borneo, Sumatra och på flera mindre öar i regionen.